# José María Zabalza
José María Zabalza Errazkin  (Irún, 11 de junio de 1928 - Madrid, 8 de junio de 1985) fue un director de cine, guionista y dramaturgo español, sus obras más conocidas fueron Entierro de un funcionario en primavera (1958), Julieta engaña a Romeo (1965) y La furia del hombre lobo (1972).
Dirigió y escribió más de 20 películas. Ha dirigido a actores como José Luis López Vázquez, Tony Leblanc, Lina Morgan, Paul Naschy, Juanjo Menéndez, Blaki o Gracita Morales, Mabel Escaño, entre otros.

## Trayectoria
Licenciado en la Facultad de Ciencias Políticas y Económicas de Madrid, y tras ejercer por un periodo corto de economista, decide presentarse al recién Inaugurado I.I.E.C. (Instituto de Investigaciones y Experiencias Cinematográficas), escuela oficial de cine que abrió sus puertas en febrero de 1947. Zabalza aprobó el examen de entrada en la especialidad de dirección para la que había solo cinco plazas. Sus compañeros de promoción en dirección (que fue la segunda promoción de la escuela) fueron Ricardo Muñoz Suay, Jesús Franco y Juan García Atienza. En aquellos tiempos también formaban parte de la escuela los alumnos José Gutiérrez Maesso, Luis Garcia Berlanga, Florentino Soria y Eduardo Ducay.
José María Zabalza fue precursor en la fundación de productoras en el país vasco. En 1955 funda la productora Haz Films. Con ella rueda también Hay cielo sobre el mar (1955) y Entierro de un funcionario en primavera (1958). 
El estilo de arranque profesional como cineasta de Zabalza fue clara y marcadamente dentro de lo que se ha denominado cine de autor o Cine arte (art house). También Hay cielo sobre el mar fue probablemente una de las primeras películas herederas del Neorrealismo italiano en España y la primera en el país vasco. Y como decía en muchas ocasiones Luis Garcia Berlanga: "Entierro de un funcionario en primavera, fue el pistoletazo de salida de la corriente de cine de humor negro en España".
Las dificultades con la clasificación de estreno y distribución, por parte de la censura franquista y la Secretaría General de Cinematografía y Teatro, no permitieron una distribución adecuada de estas dos películas. Esto hace que la recién creada productora Haz Films tenga que cerrar. José María Zabalza decide refugiarse en el teatro para poder seguir con su carrera artística. En estos tiempos escribió y dirigió varias obras de teatro: Camerino Sin biombo (1959), Autopsia de María Magdalena (1960), Las arañas viajan de noche (1961), Pensión Rosita (1962) y Ginebra para cenar (1962).
En el año 1963, Zabalza llega a un acuerdo para dirigir su primera película con una productora que no es de su propiedad. La película tuvo el título provisional de El ruido del silencio, para luego llevar el nombre definitivo, y supuestamente más comercial, de Yo no soy un asesino (1963). La película como su primer título indicaba trabaja formalmente el silencio y los planos largos. Zabalza se inspiró en el cine de Ingmar Bergman  y Michelangelo Antonioni  incidiendo una vez más en un estilo de cine de autor europeo dejando entrever su empedernida cinefilia. Otra marcada característica que va mostrándose en su cine tras sus tres primeros largometrajes es la combinación de actores profesionales de gran nombre con actores no profesionales, gente reclutada en la calle o entre sus amistades. La película transcurre en escenarios naturales de Fuenterrabía, Irún y Zarauz.
En 1964 funda en Irún la productora Uranzu Films y entra en una segunda etapa de su carrera como cineasta. Con ella decide resarcirse un poco de las dificultades de distribución padecidas por sus primeras películas. La línea artística suya se torna más ligera y de comedia comercial de la época, a excepción de Camerino sin biombo que es una película intimista rodada en San Sebastián en interiores con la actriz Gemma Cuervo.
Tras varias películas realizadas con Uranzu films Carlos Serrano Tell decide dejar sus tareas como productor para poder centrarse de lleno en su profesión y su vida familiar. El abandono del cine de su socio en Uranzu Films supone en gran medida un cambio en la carrera de Zabalza que se dedicara a partir de entonces al cine de género principalmente como director contratado. Se puede considerar esta la tercera etapa en su filmografía. En esta etapa Zabalza rodara un gran número de películas en géneros tan dispares como el spaghetti western, el cine de terror, cine de gánsteres o el destape. Algunas de estas películas pertenecen a la época en que se prodigaron las coproducciones internacionales llegando rodar varias películas en la extinta Yugoslavia. Quizás la película más conocida internacionalmente es la película de culto que rodó con el actor  Paul Naschy La furia del hombre lobo (1972). Este momento de su filmografía no estuvo exento de dificultades personales y por alguna de estas películas se catalogó como el Ed Wood español. Llegó a rodar tres películas a la vez o una en 24 horas y con 12 cámaras titulada El retorno de los Vampiros (1972) con Simon Andreu que no tuvo su estreno comercial, debido una vez más a la censura franquista, hasta 1985 con el título de El misterio de Cynthia Baird. 
Zabalza como cineasta cayó ciertamente en el olvido, pero en estos últimos años ha vivido un renovado reconocimiento con la publicación del libro José María Zabalza: Cine, bohemia y supervivencia (2011) de Gurutz Albisu y la película documental sobre su cine y vida, Director Z: el vendedor de ilusiones, de Oskar Tejedor presentada en el Festival Internacional de Cine Sitges 2018.

## Filmografía
1. 1985 El misterio de Cynthia Baird
2. 1984 La de Troya en el Palmar
3. 1983 Al oeste de Río Grande
4. 1978 Aberri Eguna 78
5. 1975 Divorcio a la andaluza
6. 1974 Un torero para la historia
7. 1972 La furia del hombre lobo
8. 1971 El vendedor de ilusiones
9. 1971 20.000 dólares por un cadáver
10. 1970 Plomo sobre Dallas
11. 1970 Los rebeldes de Arizona
12. 1969 El regreso de Al Capone
13. 1969 Homicidios en Chicago
14. 1967 El milagro del cante
15. 1967 Camerino sin biombo
16. 1966 Algunas lecciones de amor
17. 1965 Julieta engaña a Romeo
18. 1964 Las malditas pistolas de Dallas
19. 1963 Yo no soy un asesino
20. 1958 Entierro de un funcionario en primavera
21. 1955 También hay cielo sobre el mar

## Teatro
1. 1962 Ginebra para cenar
2. 1962 Pensión Rosita
3. 1961 Las arañas viajan de noche
4. 1960 Autopsia de María Magdalena
5. 1959 Camerino sin biombo